# 霍弗白鮭
霍弗白鮭，為輻鰭魚綱鮭形目鮭科的一種，為溫帶淡水魚，被IUCN列為極危保育類動物，分布於歐洲德國基姆湖流域，體長可達35公分，棲息在礫石底質底層水域，以浮游動物及昆蟲為食，生活習性不明。